# Proboscidula loricata
Proboscidula loricata är en spindelart som beskrevs av Miller 1970. Proboscidula loricata ingår i släktet Proboscidula och familjen klotspindlar.
Artens utbredningsområde är Angola. Inga underarter finns listade i Catalogue of Life.